# Фортыгин, Виталий Сергеевич
Вита́лий Серге́евич Форты́гин (род. 22 декабря 1943, Челябинск, РСФСР, СССР) — советский и российский политический деятель, заместитель председателя Архангельского областного собрания депутатов шестого созыва (с 25 сентября 2013 года), председатель Архангельского областного собрания депутатов третьего, четвёртого и пятого созывов.
Член политической партии «Единая Россия». Входит в состав наблюдательного совета Северного (Арктического) федерального университета имени М.В. Ломоносова.

## Награды и звания
- Орден Почёта (16 апреля 2004 года)[4] — за активное участие в законотворческой деятельности и многолетнюю добросовестную работу
- Орден Трудового Красного Знамени (1989)
- Премия Правительства Российской Федерации в области науки и техники (1999)
- Знак отличия «За заслуги перед Архангельской областью» (2018) [5]
- медали